# Саломия Джейн (фильм, 1914)
«Salomy Jane» — американский вестерн Люсиус Хендерсона и Уильяма Ная.

## Сюжет
Мэдисон Клей вместе с дочерью Саломи прибывают из Кентукки в Хангтаун. Молодые свободные люди тут же влюбляются в Саломи. Тем временем в Хангтаун прибывает мужчина на дилижансе, затем он отправляется в бар и узнаёт там Болдуина, который предал его сестру...

## В ролях
| Актёр            | Роль                                                                        |
| ---------------- | --------------------------------------------------------------------------- |
| Беатриз Микелена | Саломия Джейн Клей                                                          |
| Хаус Питерс      | мужчина                                                                     |
| Уильям Пайк      |                                                                             |
| Клара Бейерс     | Лиза Хиф                                                                    |
| Уолтер Уильямс   | Уилли Смит                                                                  |
| Эндрю Робсон     | Юба Билл                                                                    |
| Мэтт Снайдер     |                                                                             |
| Джек Холт        | ковбой, играющий в салуне в солитер (в титрах не указан; впервые на экране) |